# Kystradio Sør
Kystradio Sør (ehemals Rogaland Radio, Rufzeichen: LGB, früher LGQ) ist eine norwegische Küstenfunkstelle und wird von Telenor betrieben. Die Station sendet aus der Kommune Sola.
Rogaland Radio zog im September 2003 mit der Redningsselskapet für Süd-Norwegen zusammen in ein neues Gebäude in der Nähe des Flughafens Stavanger, Sola, ein. Im März 2004 stellte Bergen Radio seinen Betrieb ein und übergab seinen Dienst an Rogaland Radio. 2018 wurden auch die Stationen Tjøme Radio und Florø Radio nach Sola verlegt, und die Station in Kystradio Sør umbenannt. Heute ist Kystradio Sør für die gesamte norwegische Küste südlich von Rørvik, Trøndelag verantwortlich. Analog dazu wurde Bodø Radio in Bodø zum Kystradio Nord und ist heute für die Gebiete nördlich von Rørvik, einschließlich Svalbards zuständig.

## Technik
Rogaland Radio deckt mit seinem UKW-Relaisfunkdienst die norwegische Küste von Lindesnes im Süden bis Rørvik in Trøndelag im Norden ab. Die 22 Stationen decken auch die Off-Shore-Plattformen und Öl- und Gasfelder Valhall, Ekofisk, Draupner und Sleipner-A in der Nordsee ab.
Die drei Grenzwellenanlagen liegen in Bergen, Vigreskogen in Rogaland und in Farsund und decken die Nordsee vom Ärmelkanal bis Stadlandet, die Fischgründe der Nordsee, die Färöer, Schottland und die See westlich von Irland ab.

## Dienste
Wetterberichte sendet Kystradio Sør täglich um 1215 UTC und 2315 UTC in Farsund auf Kanal 291 und in Bergen auf Kanal 272. Der Wetterbericht um 2315 UTC ist auch auf Grenzwelle 1782 kHz USB und auf 1785 kHz USB zu hören.

NAVTEX-Warnmeldungen sendet die Station auf 518 kHz um 0150, 0550, 0950, 1350, 1750, 2150 UTC. Hörbereitschaft und Gespräche werden von den drei Grenzwellenstationen auf einer Reihe von UKW-, Grenz- und Kurzwellenfrequenzen gehalten.